# Екенес (футбольний клуб)
«Екенес» (швед. Ekenäs Idrottsförening) — фінський футбольний клуб з містечка Екенес у муніципалітеті Расеборг провінції Уусімаа. Клуб заснований у 1905 році — один з найстарших у південно-західній частині Фінляндії. Чоловіча футбольна команда клубу грає у Вейккауслізі, найвищому фінському футбольному дивізіоні. Клуб проводить домашні матчі на стадіоні «Екенес Спарбанк Арена», раніше відомому як «Екенес Центрумплан», в Екенесі. Президентом клубу є Петер Гаглунд.
Клуб у своєму складі має секції футболу, гандболу, флорболу і диск-гольфу. Секція легкої атлетики клубу перейменована на «Каріс ІФ», і з 1 січня 2009 року, одночасно з муніципальним злиттям, передала свою діяльність новому клубу «ІФ Расеборг». Екенес — одне з небагатьох міст у шведськомовному регіоні, де є команда у вищому дивізіоні фінського футболу.

## Історія
Клуб «Екенес» має довгу футбольну історію, яка вперше зіграла один сезон у найвищому дивізіоні, «Местаруусаср'я» (Чемпіонат), ще в 1933 році. Команда також провела 8 сезонів у «Суомісар'я» (Ліга Фінляндії), яка на той час була другим рівнем фінського футболу в 1938–39 та 1946/47–51 роках. В історії клубу «Екенес» було 5 періодів, коли клуб грав 26 сезонів у лізі Какконен, третьому рівні фінського футболу, з 1975 до 1976, 1981–88, 1991–92, 1994–98 і 2002 до 2023 року. Клуб має розвинену юніорську секцію з великою кількістю команд.
Рекорд відвідуваності матчів команди був досягнутий у 2013 році, коли на матчі з командою «Джазз» були присутні 2014 глядачів. Попередній рекорд був встановлений у 1975 році, коли гру з клубом ГАІС відвідали 1625 глядачів.
У березні 2018 року клуб уперше вийшов до півфіналу Кубка Фінляндії, обігравши у чвертьфіналі клуб «Гака» вдома з рахунком 2-1.
За підсумками сезону 2023 року в Юккенен команда зайняла 1-ше місце, та вийшла до найвищої ліги Вейккаусліги.

## Структура клубу
До складу футбольного клубу «Екенес» входять 2 чоловічі команди, 1 жіноча команда, 12 юнацьких команд і 4 команди дівчат. Академія клубу грає в Секції 1 третього дивізіону фінського футболу, в регіоні Уусімаа. Жіноча команда клубу грає в третьому дивізіоні Фінляндії.